# 札幌ハイテクヒル真栄

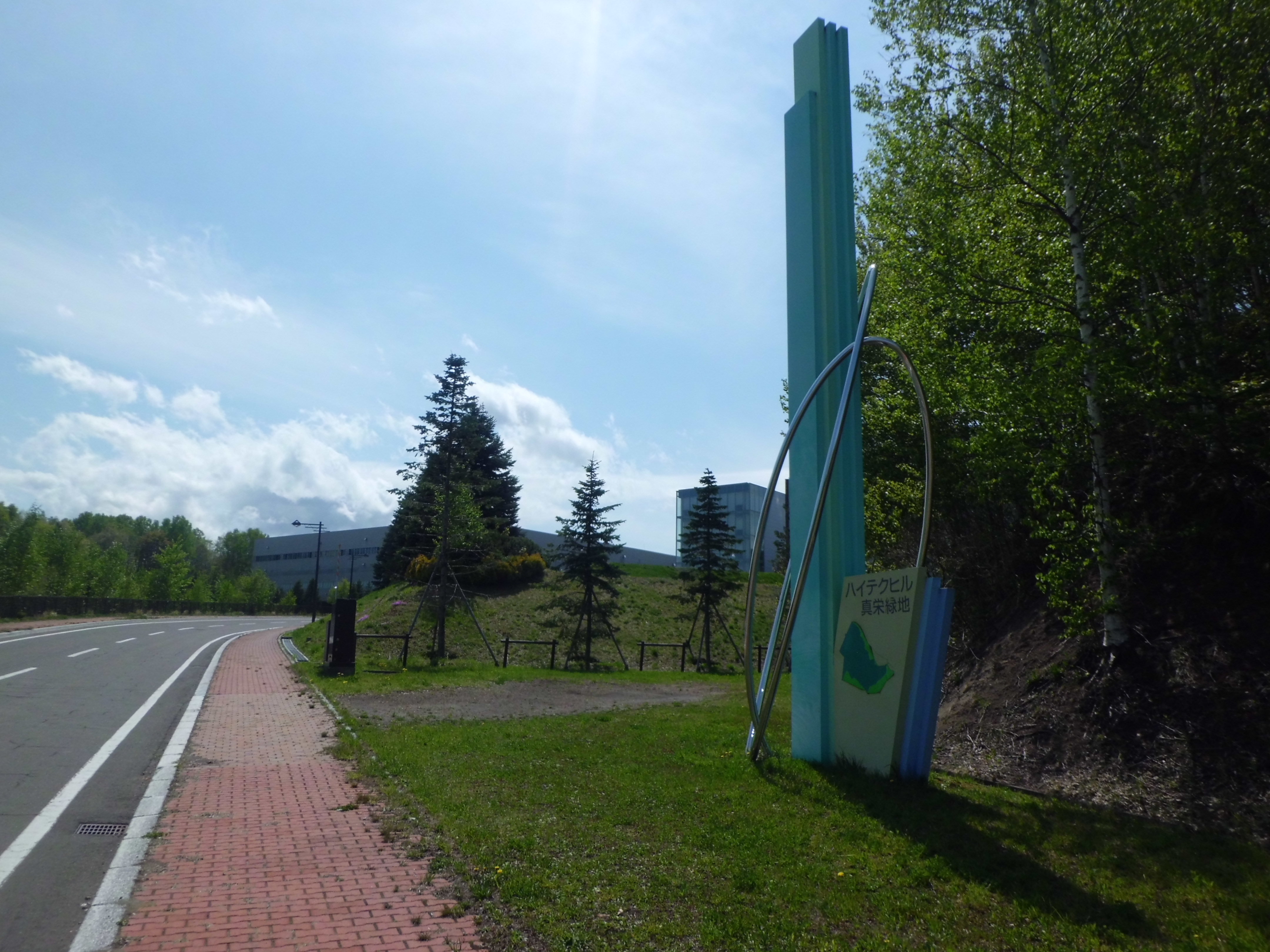
ハイテクヒル真栄緑地（2015年5月）

札幌ハイテクヒル真栄（さっぽろハイテクヒルしんえい、英: Sapporo Hi-Tech Hill Shin-ei）は、札幌市清田区にある産業団地。

## 概要
「札幌テクノパーク」に集積されたソフトウェア技術・システム技術、札幌市内に集積された技術分野を生かし、主に電子応用機器の製造・開発拠点となる研究開発事業所向けに分譲を行っている。開発コンセプトに合わせ、団地内の約半分を緑地「ハイテクヒル真栄緑地」としている。
| 所在地       | 札幌市清田区真栄363付近                              |
| 総面積       | 42.7 ha                                              |
| 工業用地面積 | 13.5 ha                                              |
| 用途地域     | 市街化区域                                           |
| 業種         | 先端産業、都市型先端技術を活用した製造・流通、その他 |

## 立地企業
- アミノアップ
- 化合物安全性研究所
- 北海三井倉庫ロジスティックス